# Temnopteryx zebra
Temnopteryx zebra är en kackerlacksart som beskrevs av Karlis Princis 1963. Temnopteryx zebra ingår i släktet Temnopteryx och familjen småkackerlackor. Inga underarter finns listade i Catalogue of Life.